# Musikjahr 1519
Liste der Musikjahre

◄◄ | ◄ | 1515 | 1516 | 1517 | 1518 | Musikjahr 1519 | 1520 | 1521 | 1522 | 1523 | ► | ►►

Weitere Ereignisse
Dieser Artikel behandelt das Musikjahr 1519.

## Ereignisse
- Martin Agricola lässt sich in Magdeburg als Musiklehrer nieder. Als sich die Reformation kurz darauf in der Stadt durchsetzt, schließt Agricola sich ihr an.
- Petrus Alamire hält sich 1518 bis 1519 im Auftrag des burgundisch-habsburgischen Hofs mehrmals am Hof von Kurfürst Friedrich dem Weisen zu Sachsen-Wittenberg auf. Das Ziel ist, die Stimme des Kurfürsten für die Wahl Karls V. zum Kaiser zu gewinnen. So gelangen einige prachtvolle Chorbücher als „Werbegeschenke“ an den sächsischen Hof.
- Bonifacius Amerbach, der zuvor in Basel und Freiburg im Breisgau studiert hatte, beendet von 1519 bis 1525 seine Ausbildung an der Universität Avignon, wo er Schüler von Andreas Alciatus ist. Sein Studium wird er mit einer Promotion zum Doktor beider Rechte abschließen.
- Jakob Arcadelt ist von 1516 bis 1524 Chorknabe („vicariot“) unter den Chorleitern Lambert Masson und Charles de Niquet an der Kollegiatkirche St. Aubain seiner Heimatstadt Namur.
- Hans Buchner ist Domorganist am Münster zu Unserer Lieben Frau in Konstanz.
- Vincenzo Capirola ist in Venedig tätig. Einer von Capirolas Schülern hat 1515 in Venedig mit der Verfassung des so genannten „Capirola-Lautenbuches“ begonnen, das er 1520 vollendet. Es handelt sich um eine reich illustrierte Handschrift, die nicht nur Kompositionen, sondern im Vorwort auch Informationen zur Spieltechnik enthält und damit wichtige Aufschlüsse über das Lautenspiel während der italienischen Renaissance gibt.
- Marco Cara steht seit 1495 und bis 1525 als Lautenvirtuose im Dienst der Familie Gonzaga in Mantua, die zu seiner Zeit Künstler aller Richtungen fördert.
- Carpentras ist Kapellmeister der päpstlichen Kapelle in Rom unter dem Medici-Papst Leo X., der ein begeisterter Gönner der Musik und der Künste ist.
- Marco Antonio Cavazzoni wirkt zwischen 1517 und 1524 in Venedig als Sänger am Markusdom und Organist an Santo Stefano.
- Nicolas Champion ist als Kanoniker-Kantor in Lier Nachfolger des verstorbenen Kantors Nicolas de Leesmeester. Er bleibt weiterhin zeitweilig im Dienst der Hofkapelle Karls V.
- Josquin Desprez ist seit 1504 Propst an seiner früheren Wirkungsstätte Condé-sur-l’Escaut. Er wird als monsieur le prevost messire Josse des pres bezeichnet. Die Stellung ist für den ehemaligen Kapellmeister nicht nur wegen seines dortigen Haus- und Grundbesitzes attraktiv, sondern noch mehr wegen der guten Personalausstattung der Kirche und der Qualität der dortigen Musikausübung, die nur noch von der Kathedrale in Cambrai und von Saint-Vincent in Soignies übertroffen wird. Der Propst hat hier (nach einer Aufstellung aus dem Jahr 1523) die weltliche Macht im Kirchensprengel inne und ist der Vorgesetzte des Dekans, des Schatzmeisters, von 25 Kanonikern, 18 Kaplänen, 16 Vikaren und sechs Chorknaben, dazu einigen Priestern ohne Pfründe; in den aufwändig gestalteten Gottesdiensten wirkt in der Regel ein Chor aus den Vikaren und Chorknaben mit, so dass bis zu 22 musikgeübte Stimmen zur Verfügung stehen und bis zu sechsstimmige Werke aufgeführt werden können. In dieser Stellung wirkt Josquin Desprez 17 Jahre lang bis zu seinem Lebensende.
- Sixt Dietrich lebt in Konstanz, ist Lehrer der Chorknaben in Musik und Latein und wird 1519 zum Diakon geweiht.
- Antonius Divitis ist Sänger der Hofkapelle des französischen Königs Franz I.
- Costanzo Festa, der möglicherweise bei Jean Mouton in Paris studiert hat, ist seit 1517 päpstlicher Kapellsänger in Rom und wird später Leiter dieses Chores.
- Franchinus Gaffurius ist Kapellmeister am Dom zu Mailand.
- Heinrich Glarean hält sich während seiner Studienzeit von 1517 bis 1522 in Paris auf und lernt dort auch Jean Mouton kennen.
- Lupus Hellinck ist im Herbst 1519 nach Brügge zurückgekehrt und wird am 19. Oktober in seiner Eigenschaft als Priester auf Dauer in den Chor von St. Donatian aufgenommen.
- Nikolaus Herman ist Kantor und Lehrer an der Lateinschule in St. Joachimsthal.
- Hans Kugelmann ist seit 1518 in der Hofkapelle Kaiser Maximilians I. angestellt.
- Jacotin Le Bel ist bis 1520 als Sänger in der Privatkapelle von Papst Leo X. in Rom tätig.
- Georg Liban hält Vorlesungen an der Universität Krakau und ist von etwa 1506 bis 1528 an der Schule der Marienkirche als Kantor, seit 1514 als Rektor tätig. Er unterrichtet lateinische Prosodie, Griechisch und Musik.
- Johannes Lupi ist Chorknabe an der Kathedrale Notre-Dame in seiner Heimatstadt Cambrai und erlebt somit eine Ausbildung an einer der bedeutendsten kirchlichen Musikzentren der damaligen Zeit.
- Jean l’Héritier ist für Papst Leo X. in Rom tätig.
- Jachet de Mantua gehört 1519 bis 1520 als „maestro Giachetto cantor“ dem Haushalt der Familie Rangoni in Modena an.
- Francesco Canova da Milano tritt in den Dienst von Papst Leo X. in Rom.
- Jean Mouton ist wahrscheinlich – wie Antonius Divitis – Mitglied der Hofkapelle von Franz I. Zu einem späteren, nicht genau bekannten Zeitpunkt erhält Mouton ein bepfründetes Kanonikat an der Kollegiatkirche Saint-Quentin, vielleicht in der Nachfolge seines 1518 verstorbenen Kollegen Loyset Compère.
- Marbrianus de Orto ist premier chapelain der Hofkapelle des Herzogs der Burgundischen Niederlande Karl (späterer Kaiser Karls V.) in Brüssel.
- Francisco de Peñalosa, der Mitglied der königlichen spanischen Kapelle war, ist seit Spätsommer 1517 Sänger an der päpstlichen Kapelle von Papst Leo X. in Rom. Peñalosa übt dieses Amt mindestens bis zum Tode Leos X. im Jahr 1521 aus; anderen Quellen zufolge sogar bis 1523.
- Matteo Rampollini ist von 1515 bis 1520 als Sänger an der Kirche Basilica di San Lorenzo in Florenz in Diensten der Familie Medici tätig.
- Georg Rhau, der seit August 1518 in Leipzig als Thomaskantor tätig ist, führt während der Leipziger Disputation am 27. Juni 1519 die von ihm komponierte zwölfstimmige Messe Missa de Sancto Spiritu auf.
- Ludwig Senfl ist Mitglied der Hofkapelle König Maximilians I. Nach dem Tod des Königs im Januar 1519 verbleibt er in der Hofkapelle bis zu deren Auflösung im Jahr 1520.
- Claudin de Sermisy wirkt als Geistlicher in der Diözese Noyon und – wie Antonius Divitis und Jean Mouton – als Sänger der Hofkapelle von König Franz I. von Frankreich.
- Thomas Stoltzer ist ab dem Jahr 1519 in den Rechnungsbüchern des Breslauer Domkapitels bezeugt, wo er als vicarius discontinuus, also als Geistlicher ohne ständige Anwesenheitspflicht, für die musikalische Ausgestaltung der hohen kirchlichen Festtage sorgt. Es ist naheliegend, dass hier zumindest ein Teil seiner liturgischen Kompositionen entstanden ist.
- Petrus Tritonius lehrt von 1519 bis 1524 in Schwaz, wo er in engem Kontakt zu seinem Schüler und späteren Homer-Übersetzer Simon Schaidenreisser (genannt Minervius) steht.
- Adrian Willaert, der am 8. Juli 1515 als Kapellmeister in den Dienst des Mailänder Kardinals Ippolito I. d’Este berufen wurde, reist mit ihm und seinem weiteren Gefolge im Oktober 1517 nach Ungarn und kehrt im August 1519 nach Ferrara zurück. In diese Zeit fällt die von seinem Schüler Gioseffo Zarlino berichtete Anekdote, dass Willaerts sechsstimmige Motette Verbum bonum et suave von den Sängern der päpstlichen Kapelle als vermeintliche Komposition von Josquin Desprez zunächst hoch geschätzt wurde, dann aber abgelehnt wird, nachdem sich Willaert als der tatsächliche Verfasser herausgestellt hat.

## Vokalmusik

### Geistlich
- Noel Bauldeweyn – Quam pulchra es: Noten und Audiodateien im International Music Score Library Project
- Jacotin Le Bel – Motette Interveniat pro rege nostro zu 4 Stimmen (veröffentlicht 1519 und 1520; auch als Interveniat pro Gabrieli veröffentlicht 1526)
- Ottaviano dei Petrucci
  - Motetti de la corona, Liber 2: Noten und Audiodateien im International Music Score Library Project
  - Motetti de la corona, Liber 3: Noten und Audiodateien im International Music Score Library Project
  - Motetti de la corona, Liber 4: Noten und Audiodateien im International Music Score Library Project
- Pierre de la Rue
  - Missa de Sancto Antonio (Missa O sacer Anthoni) zu vier Stimmen (c.f.: Melodie der ersten Vesperantiphon de Santi Antonii Abbatis im Antiphonale Pataviense; Wien)
  - Missa Ista est speciosa zu fünf Stimmen (c.f.: Vesperantiphon in Commune virginum; nicht mehr gebräuchlich; Antiphonale Pataviense; Wien)

### Weltlich
- Francesco Patavino – Frottola O morte perche mi fuggi: Noten und Audiodateien im International Music Score Library Project

## Geboren
- 17. März: Thoinot Arbeau, französischer Kanoniker und Verfasser eines Buches über die Tänze seiner Zeit († 1595)